# Gubernatorzy Australii Zachodniej

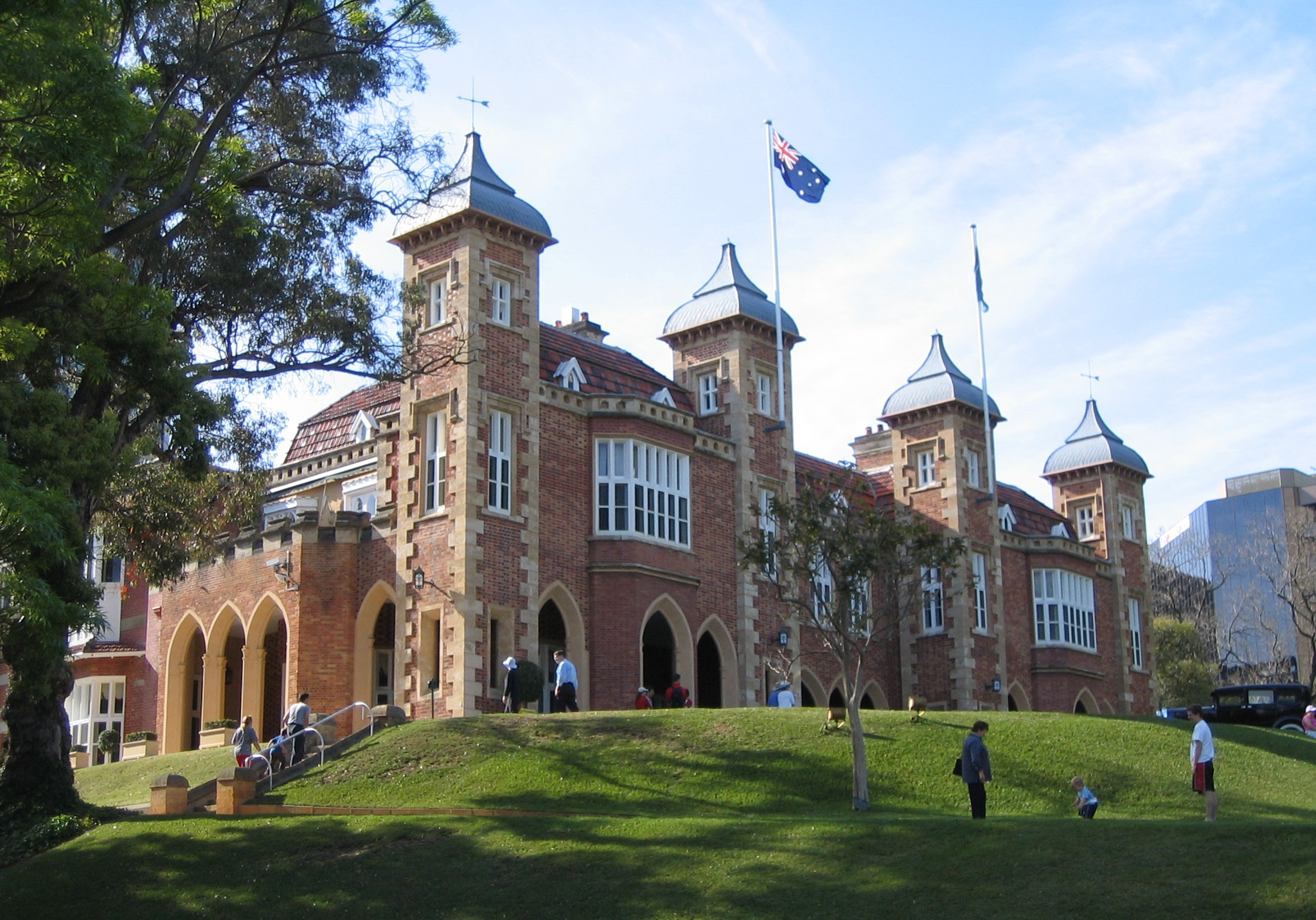
Government House w Perth, oficjalna rezydencja gubernatorów Australii Zachodniej

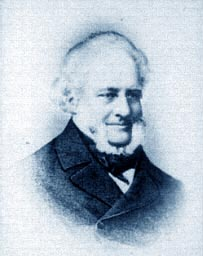
Pierwszy gubernator, sir James Stirling

Gubernator Australii Zachodniej (Governor of Western Australia) – osobisty przedstawiciel królowej Australii i zarazem formalnie najwyższy urzędnik władzy wykonawczej w stanie Australia Zachodnia. Urząd ten powstał w 1832, cztery lata po założeniu na zachodzie Australii pierwszej kolonii brytyjskiej (wcześniej kierujący nią urzędnik nosił niższy tytuł tzw. gubernatora porucznika - Lieutenant-Governor). Do czasu uzyskania przez Australię Zachodnią autonomii w 1890, gubernator sprawował na terenie kolonii niemalże dyktatorską władzę. Później jego pozycja została znacznie osłabiona na rzecz premiera.
Współcześnie gubernator jest powoływany i odwoływany przez monarchę za radą premiera stanu. Gubernator posiada bardzo szerokie kompetencje - może m.in. skracać kadencję parlamentu, wetować ustawy i nominować sędziów - ale korzysta z nich, co do zasady, wyłącznie na wniosek premiera. Jednak praktyka konstytucyjna przewiduje, w sytuacji zagrożenia ustroju konstytucyjnego, możliwość wykonywania uprawnień w pełni samodzielnie (ang. Reserve powers).

## Lista gubernatorów

### Gubernatorzy kolonii brytyjskiej
| lp. | gubernator         | od   | do   | uwagi                                                                    |
| --- | ------------------ | ---- | ---- | ------------------------------------------------------------------------ |
| 1   | James Stirling     | 1828 | 1839 | W latach 1828–1832 jako gubernator porucznik, następnie jako gubernator. |
| 2   | John Hutt          | 1839 | 1846 |                                                                          |
| 3   | Andrew Clarke      | 1846 | 1847 |                                                                          |
| 4   | Charles Fitzgerald | 1848 | 1855 |                                                                          |
| 5   | Arthur Kennedy     | 1855 | 1862 |                                                                          |
| 6   | John Hampton       | 1862 | 1868 |                                                                          |
| 7   | Benjamin Pine      | 1868 | 1869 |                                                                          |
| 8   | Frederick Weld     | 1869 | 1875 |                                                                          |
| 9   | William Robinson   | 1875 | 1877 |                                                                          |
| 10  | Harry Ord          | 1878 | 1880 |                                                                          |
| (9) | William Robinson   | 1880 | 1883 | Druga kadencja                                                           |
| 11  | Frederick Broome   | 1883 | 1889 |                                                                          |
| (9) | William Robinson   | 1890 | 1895 | Trzecia kadencja                                                         |
| 12  | Gerard Smith       | 1895 | 1900 |                                                                          |

### Gubernatorzy stanu Australii
| lp. | gubernator                             | od   | do       | uwagi |
| --- | -------------------------------------- | ---- | -------- | --- |
| 13  | Arthur Lawley, 6. baron Wenlock        | 1901 | 1902     | |
| 14  | Frederick Bedford                      | 1903 | 1909     | |
| 15  | Gerald Strickland, 1. baron Strickland | 1909 | 1913     | |
| 16  | Harry Barron                           | 1913 | 1917     | |
| 17  | William Ellison-Macartney              | 1917 | 1920     | |
| 18  | Francis Newdegate                      | 1920 | 1924     | |
| 19  | William Campion                        | 1924 | 1931     | |
|     | wakat                                  | 1931 | 1948     | Obowiązki gubernatora pełnił James Mitchell, pozostając jednak w randze gubernatora porucznika i nie pobierając wynagrodzenia. |
| 20  | James Mitchell                         | 1948 | 1951     | |
| 21  | Charles Gairdner                       | 1951 | 1963     | |
| 22  | Douglas Kendrew                        | 1963 | 1973     | |
| 23  | Hughie Edwards                         | 1974 | 1975     | |
| 34  | Wallace Hart Kyle                      | 1975 | 1980     | |
| 35  | Richard Trowbridge                     | 1980 | 1983     | |
| 36  | Gordon Reid                            | 1983 | 1989     | |
| 27  | Francis Burt                           | 1990 | 1993     | |
| 28  | Michael Jeffery                        | 1993 | 2000     | |
| 29  | John Sanderson                         | 2000 | 2006     | |
| 30  | Ken Michael                            | 2006 | 2011     | |
| 31  | Malcolm McCusker                       | 2011 | 2014     | |
| 32  | Kerry Sanderson                        | 2014 | 2018     | |
| 33  | Kim Beazley                            | 2018 | urzęduje | |